# Mariánské Hory a Hulváky
Mariánské Hory a Hulváky jsou od 24. listopadu 1990 městským obvodem statutárního města Ostravy. Městský obvod tvoří místní části Mariánské Hory a Hulváky. Obvod od 21. listopadu 2007 do poloviny května 2009 neměl právo nakládat se svým majetkem.

## Symboly
Znak (potvrzen historický znak)
Modro-červeně polcený štít; vpravo vyniká půl zlato-červeně šachované moravské orlice, vlevo na zeleném návrší zlatý latinský kříž obtočený zleva vyrůstající stříbrnou lipovou ratolestí, podložený stříbrným břevnem a provázený vlevo nahoře zlatou pětihrotou hvězdou.
Prapor
Modrý list s bílou lipovou ratolestí o třech listech směřující od žerďové k vlající části. Prapor byl udělen usnesením Rady města Ostravy číslo 1574/30 z 27.02.1996.

## Obyvatelstvo
| 1869 | 1880 | 1890  | 1900   | 1910   | 1921   | 1930   | 1950   | 1961   | 1970   | 1980   | 1991   | 2001   | 2011   | 2021   |
| ---- | ---- | ----- | ------ | ------ | ------ | ------ | ------ | ------ | ------ | ------ | ------ | ------ | ------ | ------ |
| 428  | 472  | 1 154 | 10 363 | 14 667 | 12 513 | 18 479 | 13 555 | 19 780 | 14 119 | 16 152 | 14 542 | 12 998 | 12 270 | 11 629 |

## Významní rodáci a obyvatelé
- Eduard Marhula – varhaník
- František Sokol-Tůma – spisovatel
- MUDr. Jan May – lékař
- Jaromír Nohavica – zpěvák
- Josef Drha – malíř
- Otmar Mácha – hudební skladatel
- Václav Bednář – operní sólista
- Táňa Havlíková – módní návrhářka

## Významné průmyslové podniky
- Důl Ignát (nynější Důl Jan Šverma)
- Koksovna Ignát (nynější Koksovna Jan Šverma)
- Moravské chemické závody

## Fotogalerie

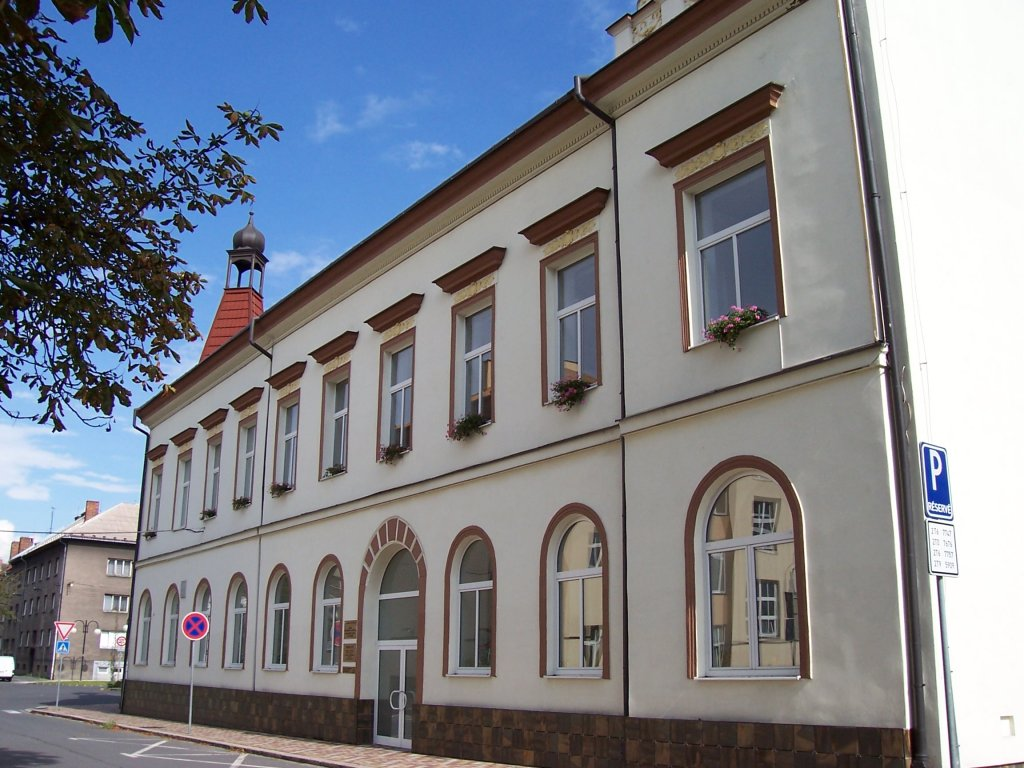
Budova radnice
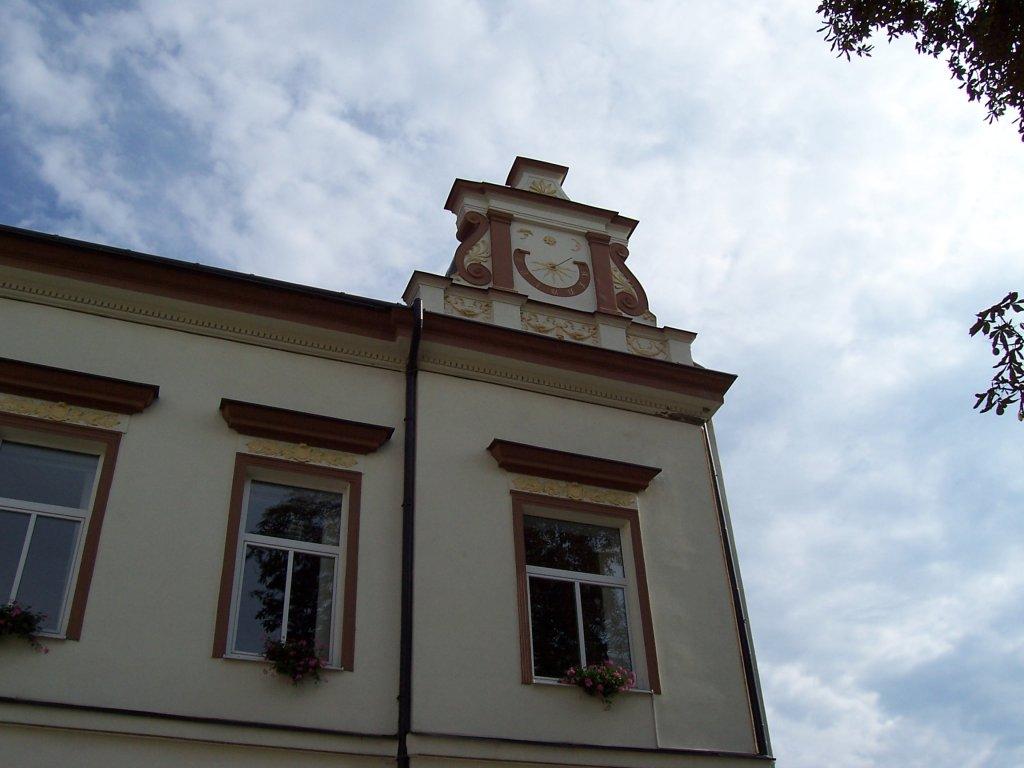
Budova radnice
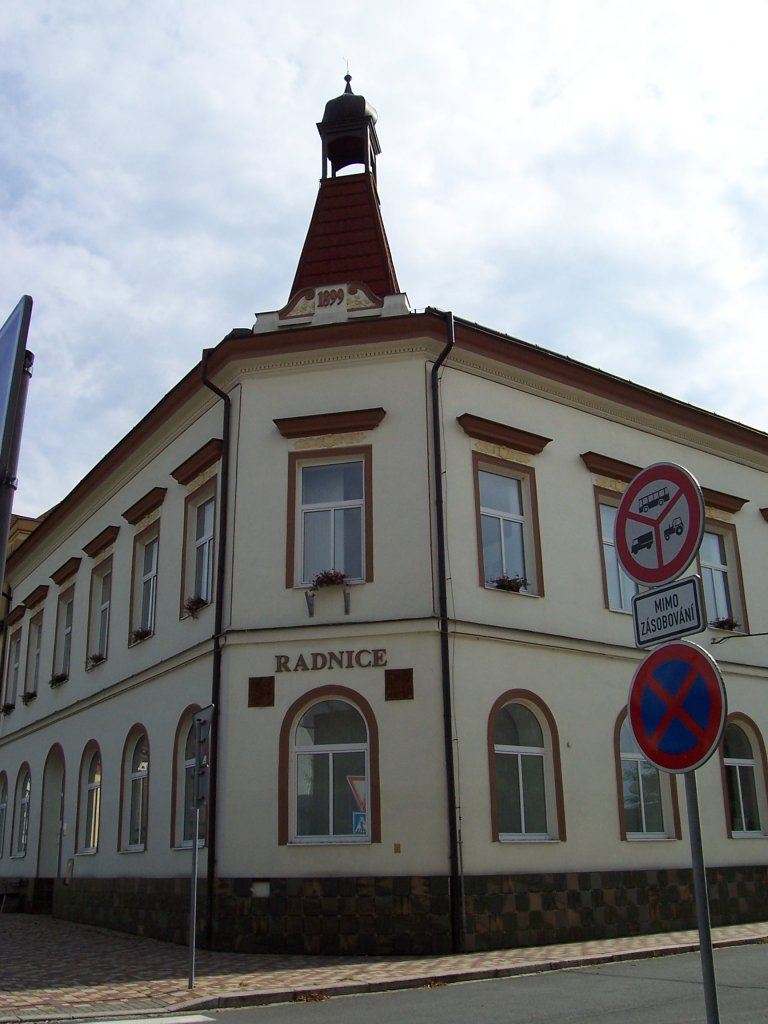
Budova radnice
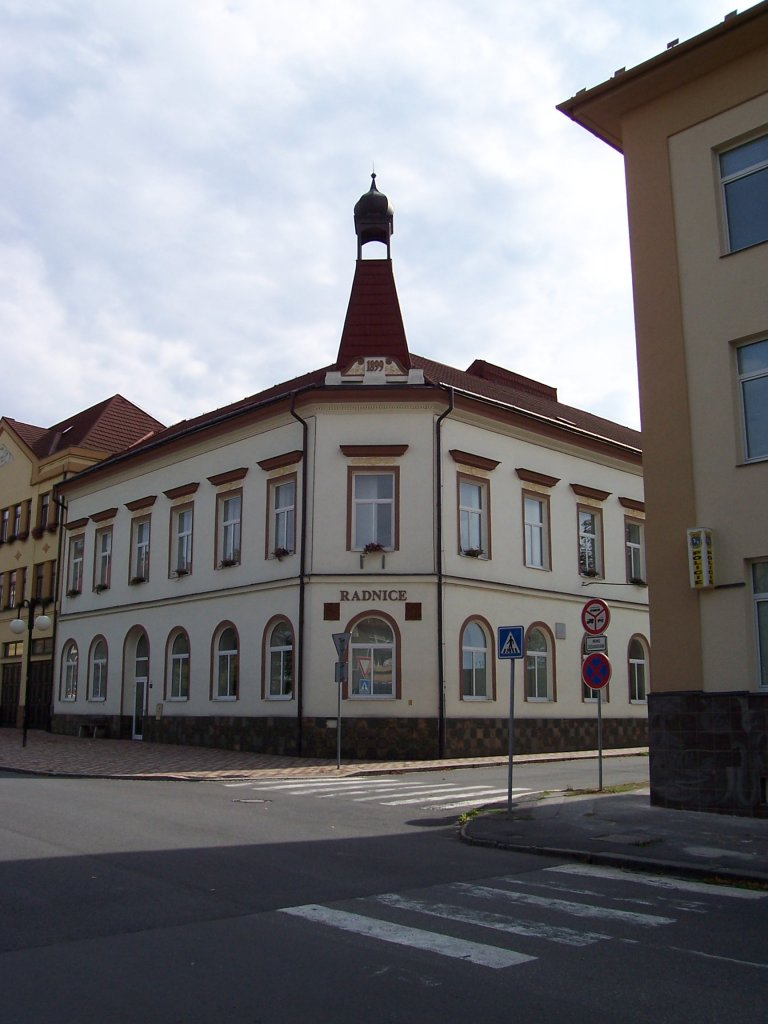
Budova radnice
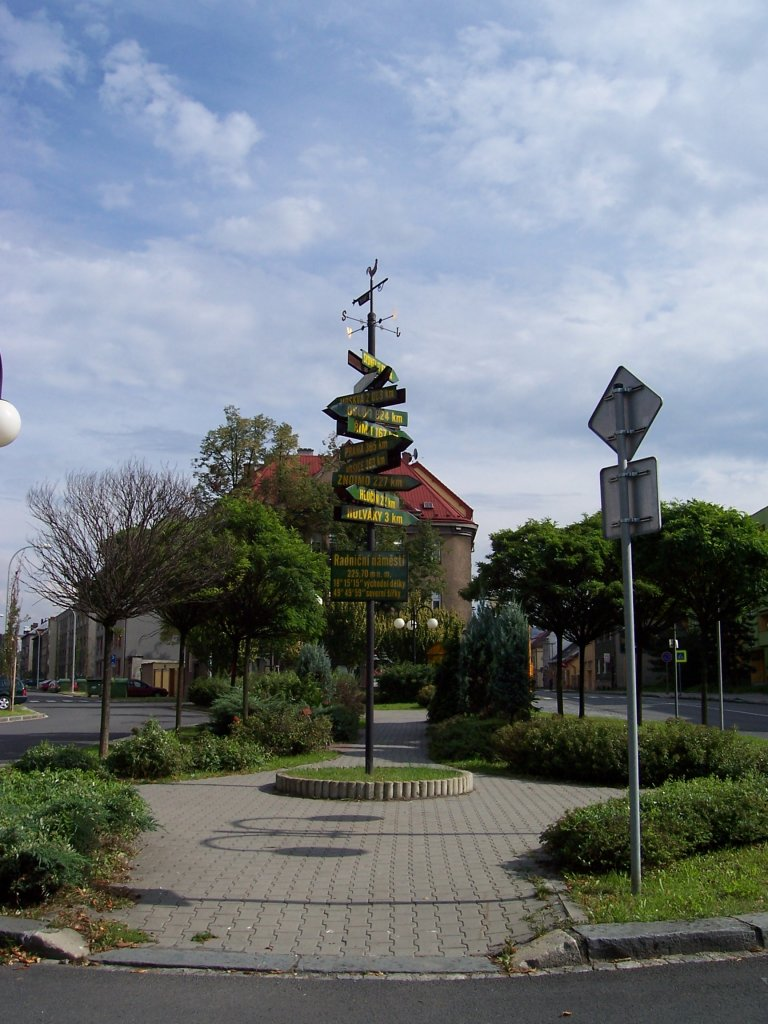
Radniční náměstí
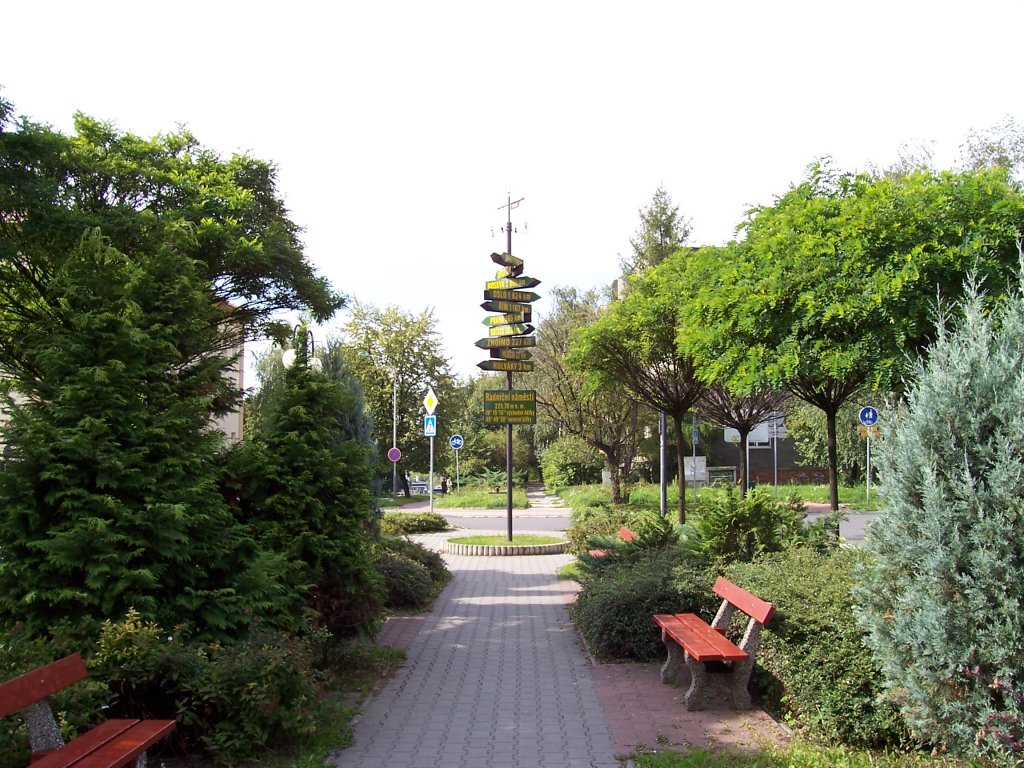
Radniční náměstí
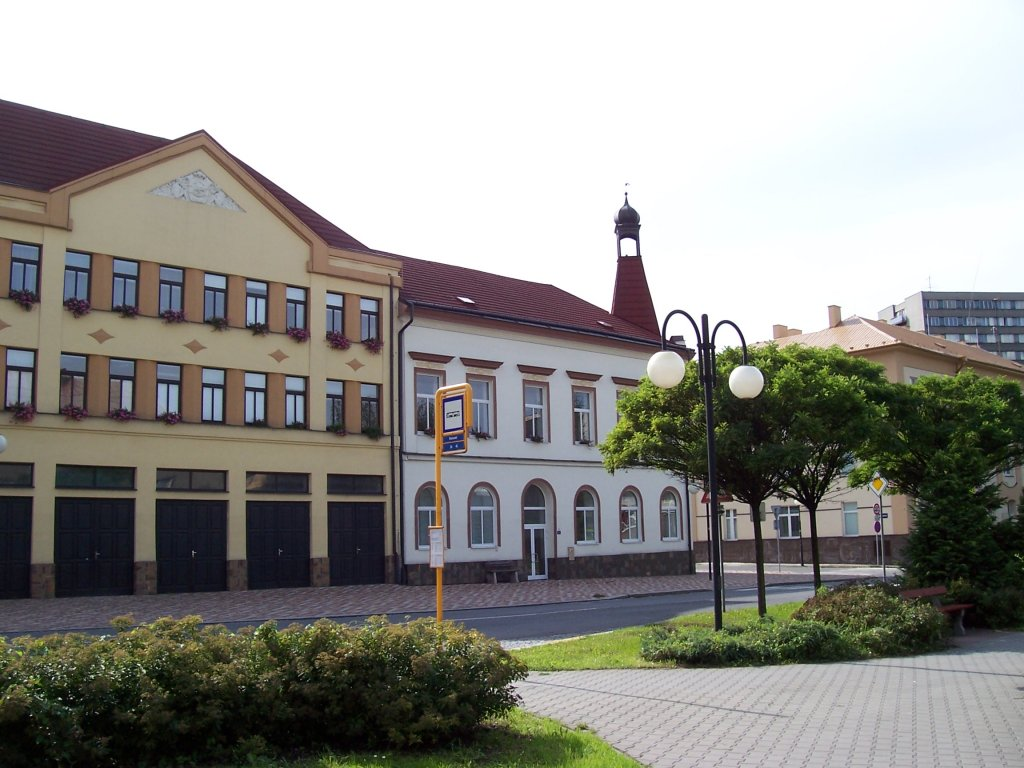
Radniční náměstí